# Sinem Yıldız
Sinem Yıldız Barut (Smirne, 12 aprile 1986) è una pallavolista turca, centrale nel Kuzeyboru.

## Carriera

### Club
La carriera di Sinem Yıldız, anche nota come Sinem Barut, inizia a livello giovanile nella squadra di pallavolo della polisportiva Göztepe. Nella stagione 2005-06 fa il suo esordio da professionista con la maglia del Türk Telekom, col quale gioca per tre annate prima di approdare all'Ankaragücü, col quale gioca un biennio.
Nella stagione 2010-11 viene ingaggiata dal Beşiktaş, dove gioca due campionati, prima di passare nella stagione 2012-13 al Galatasaray, col quale è finalista nella Supercoppa turca e disputa la final-four di Coppa di Turchia e di Champions League.
Nel campionato 2014-15 fa ritorno al Beşiktaş, mentre nel campionato seguente veste la maglia dell'İdman Ocağı, che però lascia già nella stagione 2016-17, in cui difende i colori del Çanakkale, passando poi al Seramiksan nella stagione seguente.
Nel campionato 2018-19 veste per la seconda volta la maglia del Galatasaray, mentre in quello seguente si accasa col neopromosso PTT. Nella stagione 2020-21 fa inizialmente ritorno al Beşiktaş, che lascia dopo pochi mesi per accasarsi al Kuzeyboru.